# Richard Sackler
Richard Stephen Sackler, född i mars 1945 i USA, är en amerikansk läkare och företagsledare. Han är delägare i familjeföretaget och läkemedelstillverkaren Purdue Pharma, som har gjort sig känt framförallt för sitt opioidläkemedel OxyContin.
Richard Sackler är en av två söner till Raymond Sackler och Beverly Feldman och bror till Jonathan Sackler. Han avlade kandidatexamen vid Columbia University i New York och läkarexamen vid New York University.
Richard Sackler arbetade från 1971 i Purdue Pharma, som grundats av hans far och dennes två bröder Mortimer Sackler och Arthur Sackler. Han var bland annat forskningschef och marknadsföringschef, och senare, från 1999, vd för företaget.
Han har varit gift med Beth Sackler. Paret har tre barn.